# Mis adorables sobrinos
Mis adorables sobrinos (en inglés: Family Affair), fue un programa de la televisión estadounidense transmitido por CBS del 12 de septiembre de 1966 hasta el 9 de septiembre de 1971. La serie fue creada por Edmund L. Hartmann y Don Fedderson.
La serie contó con la participación invitada de actores como: John Agar, Herbert Anderson, Dana Andrews, Joan Blondell, Lynn Borden, Richard Bull, Veronica Cartwright, Jackie Coogan, Henry Corden, Brian Donlevy, Jamie Farr, Paul Fix, Leif Garrett, Linda Kaye Henning, Kathy Hilton, Sterling Holloway, James Hong, Clint Howard, Martha Hyer, Kym Karath, Andrea King, Patric Knowles, Anna Lee, June Lockhart, Myrna Loy, Keye Luke, Ida Lupino, Ann McCrea, Lee Meriwether, Erin Moran, Butch Patrick, Eve Plumb, Robert Reed, Pippa Scott, Doris Singleton, Ann Sothern, Vic Tayback, Joyce Van Patten, entre otros...

## Argumento
Tres hermanos quedan huérfanos tras la muerte de sus padres en un accidente de auto, así que su tío Bill Davis, un ingeniero soltero, decide adoptarlos y llevarlos a vivir con él en su lujoso apartamento de la ciudad de Nueva York. 
Pronto, el mayordomo de Davis, Giles French, también debe adaptarse a la nueva situación, responsabilizándose de Cissy, de 15 años, y de los gemelos Jody y Buffy, de 6, pero ya desde el principio Davis y French comienzan a tener dificultades al intentar educar a los chicos.

## Reparto

### Personajes principales

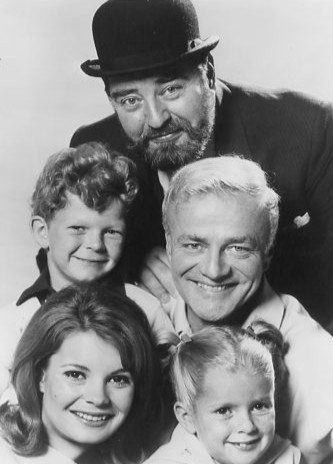
Los protagonistas de la serie.

| Actor           | Personaje                             | Ocupación | Episodios | Duración    |
| --------------- | ------------------------------------- | --------- | --------- | ----------- |
| Brian Keith     | Bill "Tío Bill" Davis                 | -         | 138       | 1966 - 1971 |
| Kathy Garver    | Catherine "Cissy" Patterson-Davis     | -         | 138       | 1966 - 1971 |
| Johnny Whitaker | Jonathan "Jody" Patterson-Davis       | -         | 138       | 1966 - 1971 |
| Anissa Jones    | Ava Elizabeth "Buffy" Patterson-Davis | -         | 138       | 1966 - 1971 |
| Sebastian Cabot | Giles French                          | Mayordomo | 130       | 1966 - 1971 |

### Personajes recurrentes
| Actor           | Personaje      | Ocupación | Episodios | Duración    |
| --------------- | -------------- | --------- | --------- | ----------- |
| Heather Angel   | Miss Faversham | -         | 18        | 1966 - 1971 |
| Gregg Fedderson | Greg           | -         | 13        | 1967 - 1971 |
| Miguel Monsalve | Carlos         | -         | 7         | 1967 - 1971 |
| Nancy Walker    | Emily Turner   | -         | 6         | 1970 - 1971 |

### Antiguos personajes recurrentes
| Actor             | Personaje            | Ocupación  | Episodios | Duración    |
| ----------------- | -------------------- | ---------- | --------- | ----------- |
| Randy Whipple     | Peter                | -          | 11        | 1966 - 1970 |
| Karl Lukas        | Scotty               | -          | 10        | 1966 - 1970 |
| John Williams     | Nigel "Niles" French | -          | 9         | 1967        |
| Noel Drayton      | Mr. Hardcastle       | -          | 9         | 1966 - 1970 |
| Sherry Alberoni   | Sharon James         | -          | 9         | 1966 - 1969 |
| John Hubbard      | Ted Gaynor           | -          | 8         | 1966 - 1967 |
| Joan Vohs         | Miss Cummings        | -          | 7         | 1966 - 1969 |
| William Boyett    | Pete                 | -          | 6         | 1967 - 1970 |
| Richard Peel      | Mr. Withers          | -          | 6         | 1966 - 1968 |
| Donald Livingston | Freddie              | -          | 5         | 1969 - 1970 |
| Danielle Aubry    | Janine               | -          | 5         | 1967 - 1970 |
| David Brandon     | -                    | Portero    | 5         | 1967 - 1970 |
| Annette Cabot     | -                    | Secretaria | 5         | 1967 - 1970 |

## Episodios
La serie estuvo conformada con un total de 138 episodios.

## Premios y nominaciones
La serie recibió 1 premio y obtuvo 10 nominaciones, entre ellos a un premio Golden Globe.
| Año  | Categoría                                                                          | Premio               | Nominados          | Resultado |
| ---- | ---------------------------------------------------------------------------------- | -------------------- | ------------------ | --------- |
| 2008 | Favorite Nanny                                                                     | TV Land Award        | Sebastian Cabot    | Nominado  |
| 2004 | Best Broadcast Butler                                                              | TV Land Award        | Sebastian Cabot    | Ganó      |
| 1971 | Best TV Show - Comedy or Musical                                                   | Golden Globe Award   | Family Affair      | Nominado  |
| 1969 | Outstanding Continued Performance by an Actor in a Leading Role in a Comedy Series | Primetime Emmy Award | Brian Keith        | Nominado  |
| 1969 | Outstanding Comedy Series                                                          | Primetime Emmy Award | Edmund L. Hartmann | Nominado  |
| 1968 | Outstanding Continued Performance by an Actor in a Leading Role in a Comedy Series | Primetime Emmy Award | Brian Keith        | Nominado  |
| 1968 | Outstanding Continued Performance by an Actor in a Leading Role in a Comedy Series | Primetime Emmy Award | Sebastian Cabot    | Nominado  |
| 1968 | Outstanding Comedy Series                                                          | Primetime Emmy Award | Edmund L. Hartmann | Nominado  |
| 1967 | Outstanding Continued Performance by an Actor in a Leading Role in a Comedy Series | Primetime Emmy Award | Brian Keith        | Nominado  |
| 1967 | Outstanding Directorial Achievement in Comedy                                      | Primetime Emmy Award | William D. Russell | Nominado  |
| 1967 | Outstanding Writing Achievement in Comedy                                          | Primetime Emmy Award | Edmund L. Hartmann | Nominado  |

## Producción
La serie fue creada por Edmund L. Hartmann y Don Fedderson, y contó con los directores Charles Barton y William D. Russell.
Contó con el productor ejecutivo Fedderson, así como con los productores Edmund Beloin, Henry Garson y Edmund L. Hartmann.
La cinematografía fue relaizada por Stanley Cortez, Paul Ivano, Michael P. Joyce y Philip Tannura; mientras que la edición estuvo a cargo de James H. King, Charles Van Enger, Richard L. Van Enger y Sam Vitale.
El compositor del tema musical fue Frank De Vol, quien también contó con los compositores Jeff Alexander y Nathan Scott.
La serie fue filmada en CBS Studio Center - 4024 Radford Avenue, Studio City, en Los Ángeles, California, Estados Unidos de 1967 a 1971 y en Desilu Studios - 9336 W. Washington Blvd., Culver City, en California, Estados Unidos de 1966 a 1967.

### Emisión en otros países
| País                | Título                      | Cadenas/Línea | Fecha de inicio         | Fecha de finalización |
| ------------------- | --------------------------- | ------------- | ----------------------- | --------------------- |
| Alemania Occidental | Lieber Onkel Bill           | -             | 16 de noviembre de 1968 | -                     |
| Austria             | Lieber Onkel Bill           | -             | -                       | -                     |
| Colombia            | Mis adorables sobrinos      | Teletigre     | 1969                    | -                     |
| España              | Mis Adorables Sobrinos      | -             | -                       | -                     |
| Finlandia           | Perhejuttu                  | -             | -                       | -                     |
| Francia             | Cher oncle Bill             | -             | 31 de julio de 1987     | -                     |
| Italia              | Tre nipoti e un maggiordomo | -             | -                       | -                     |
| México              | Mis Adorables Sobrinos      | -             | -                       | -                     |
| Perú                | Mis Adorables Sobrinos      | -             | -                       | -                     |
| Unión Soviética     | Семейное дело               | -             | -                       | -                     |